# Brownsdale
Brownsdale – miasto w Stanach Zjednoczonych, w stanie Minnesota, w hrabstwie Mower.